# USS Tacoma (PF-3)
L' USS Tacoma (PG-111/PF-3) était le navire de tête de la classe Tacoma de Frégates de patrouilles dans l'United States Navy pendant la Seconde Guerre mondiale. Il a également servi dans la Marine soviétique de 1945 à 1949 sous le nom de EK-11 puis
transféré dans la Marine de la République de Corée sous le nom de ROKS Taedong (PF-633). Mis hors service en 1973 il est maintenant un navire musée

## Construction et mise en service
Le navire a été établi le 10 mars 1943, en vertu d'un contrat de l'United States Maritime Commission (MARCOM), coque MC n ° 1421, comme canonnière de patrouille, PG-111, au chantier naval de Permanente Metals Richmond n° 4, Richmond, Californie. Le navire fut renommé frégate de patrouille PF-3 le 15 avril 1943 et nommé Tacoma le 5 mai 1943. Il fut lancé le 7 juillet 1943.

## Historique

### US Navy, Seconde Guerre mondiale, 1943-1945
En décembre 1943, Tacoma a servi de navire-école en janvier 1944 pour former des équipages de frégates de patrouille jusqu'au 27 juin 1944, date à laquelle on lui a ordonné de se rendre dans les eaux de l'Alaska pour des essais en mer. Des essais infructueux et un incendie l'ont contraint à retarder sa mise en service à Kodiak que le 21 octobre 1944. Pendant les quatre mois suivants, Tacoma a mené des patrouilles anti-sous-marines et escorté des navires de ravitaillement et des transports le long de la côte de l'Alaska et entre les îles Aléoutiennes.
Le 23 février 1945, Tacoma a quitté Dutch Harbor pour effectuer une révision complète, d'abord à San Francisco, Californie, puis à Bremerton, Washington, pour préparer son transfert vers l'Union soviétique dans le cadre du Project Hula (en), un programme secret pour le transfert de navires de la marine américaine à la marine soviétique à Cold Bay, en Alaska, en prévision de l'entrée de l'Union soviétique dans la guerre contre le Japon. Le 10 juillet 1945, à Cold Bay, a commencé la formation de familiarisation avec son nouvel équipage soviétique.

### Marine soviétique, 1945-1949
Après l'achèvement de la formation de son équipage soviétique, Tacoma a été mis hors service le 16 août 1945, à Cold Bay, et transféré en Union soviétique sous prêt-bail avec ses navires frères Sausalito (PF-4), Hoquiam (PF-5), Pasco (PF-6), Albuquerque (PF-7) et Everett (PF-8). Dans la marine soviétique, Tacoma fut désigné comme storozhevoi korabl ("navire d'escorte") et renommé EK-11 pour rejoindre la destination de Petropavlovsk-Kamtchatski, en Union soviétique et servir de patrouilleur dans l'Extrême-Orient soviétique.
En février 1946, les États-Unis entamèrent des négociations pour le retour des navires prêtés à l'Union soviétique. Le 8 mai 1947, le Secrétaire à la Marine des États-Unis, James Forrestal, a informé le Département d'État des États-Unis que le Département de la marine des États-Unis voulait que 480 des 585 navires de combat qu'il avait transférés en Union soviétique soient retournés. Les négociations pour le retour des navires ont été prolongées, mais le 16 octobre 1949, l'Union soviétique a finalement rendu l'EK-11 à la base navale de Yokosuka, au Japon.

### US Navy, guerre de Corée, 1950-1951
Revenant à son nom d'origine, Tacoma est resté hors service à Yokosuka jusqu'au déclenchement de la guerre de Corée le 25 juin 1950. Revenu en service le 1er décembre 1950, Tacoma a commencé 15 jours d'entraînement dans la baie de Tokyo. Du 18 au 25 décembre 1950, il a subi des réparations et repris la mer le 26 décembre 1950, à destination de Sasebo, au Japon. Le 28 décembre 1950, Tacoma se dirigea vers la côte est de la Corée.
Pendant les mois suivants, Tacoma a opéré avec l'escadron de blocus et d'escorte des Nations Unies, Force opérationnelle 95. Le 30 janvier 1951, il s'est joint à la phase de bombardement à Kansong, et l'après-midi suivant à Kosong. Il fit escale à Pusan le 1er février 1951, puis se dirigea vers Sasebo le 3 février 1951. Après diverses phases de bombardements il est revenu à Sasebo, le 13 février 1951, et y est resté jusqu'au 19 février 1951. Puis il a navigué sur Wonsan, le 22 février 1951 pour se joindre aux opérations qui ont abouti au débarquement réussi de 110 hommes du Corps des Marines de la République de Corée, le 24 février 1951. De retour à Sasebo, le 27 février 1951, il y est resté jusqu'au 10 mars 1951, date à laquelle il s'est mis en route pour Yokosuka pour des réparations qui ont duré jusqu'au 23 avril 1951.
Le 3 avril 1951, l'organisation Naval Forces Far East (NavFE) des États-Unis a été restructurée, regroupant toutes les forces navales en un nouveau groupe logistique, désigné Task Force 92. Tacoma y a été affecté après sa sortie du chantier naval de Yokosuka, fin avril 1951. De là jusqu'en septembre 1951, il a escorté des navires de ravitaillement entre les ports japonais et coréens et vers des stations le long de la côte coréenne, où il a réapprovisionné les navires de guerre des Nations unies. Il a également mené des patrouilles anti-sous-marines et participé à des bombardements occasionnels à terre.

### Marine de la République de Corée, 1951-1973
Le 9 octobre 1951, les États-Unis ont transféré Tacoma en République de Corée. Il a servi dans la marine de la République de Corée sous le nom de ROKS Taedong (PF-63) jusqu'au 28 février 1973, date à laquelle il a été démantelé et est retourné dans l'US Navy, qui a rayé son nom de la liste de la marine le 2 avril 1973, et l'a ensuite redonné la marine de la République de Corée en tant que navire-école et navire musée.